# Запоріжжя (підводний човен)
«Запорі́жжя» (до 1997 р. «Б-435») — український дизельно-електричний підводний човен. Багатоцільовий великий підводний човен проєкту 641 (англ. Foxtrot class за класифікацією НАТО).

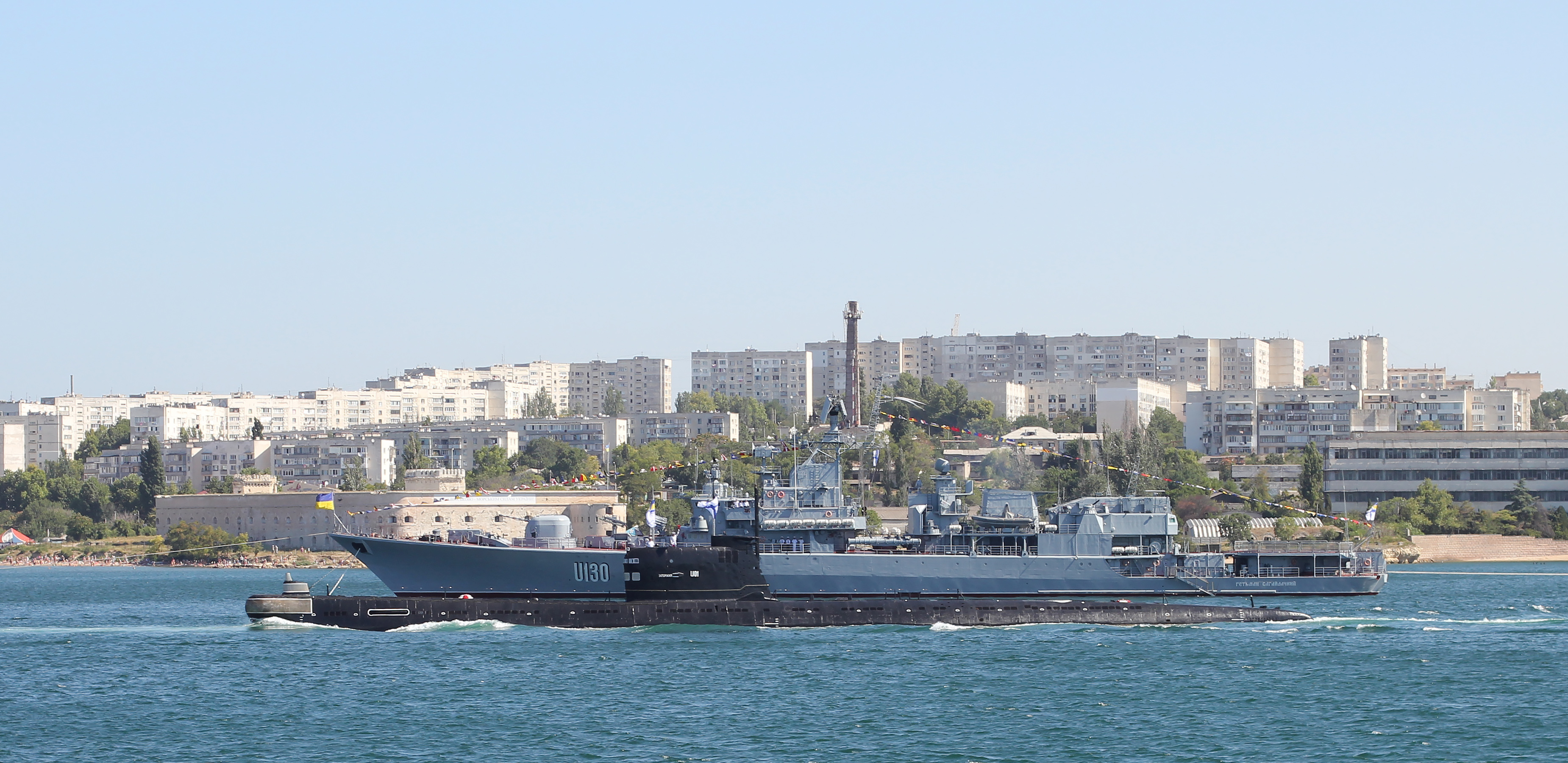
«Запорі́жжя» в 2012 році

Спущено на воду в Ленінграді 29 травня 1970 як Б-435. До 1990 року був у складі ВМФ СРСР, з 1997 входить до складу ВМС України.
За 2001—2011 роки підводний човен пройшов капітальний ремонт. 22 березня 2014 його захопив Чорноморський флот ВМФ Росії. 29 березня 2014 року РФ погодилася передати підводного човна Україні, але станом на 2024 рік човен знаходився в Севастополі.

## Історія
Побудований в Ленінграді. Спущений на воду 29 травня 1970 року, 6 листопада 1970 року човен увійшов до складу Північного флоту під позначенням «Б-435».
За 20 років служби у складі ВМФ СРСР, здійснив 14 далеких походів, у тому числі 1971 року відвідав Гавану, 1977 року під час бойової служби здійснив візит до Тунісу.
Човен вперше став на ремонт 1972 року, завершивши тривалу бойову службу в Атлантиці. У 1979—1981 роках підводний човен пройшов середній ремонт у Кронштадті.
Влітку 1990 року по внутрішніх водних шляхах човна переведено на Чорне море. 27 серпня 1990 року він увійшов до складу Чорноморського флоту, був зарахований до 153-ї бригади 14-ї дивізії підводних човнів. Базувався в Південній бухті Севастополя.
У 1997 році, під час розділу Чорноморського флоту СРСР між Росією та Україною, «Б-435» передано Україні і він дістав ім'я U-001 «Запоріжжя».
До складу ВМС ЗС України субмарину було передано зі складу Чорноморського флоту Російської Федерації влітку 1997 року і 11 липня перейменовано в «Запоріжжя» (бортовий номер U01), а 21 липня човен офіційно увійшов до складу ВМС ЗС України і 1 серпня урочисто підняв національний воєнно-морський прапор.
Історія ремонту човна затягнулася на півтора десятиріччя. З 1991 по 1994 рік підводного човна лагодили росіяни. Але коли в нього сіли батареї, російські моряки вирішили з човном «не морочитися» й передали знеструмлену субмарину українському флотові.
Україна ремонтує «Запоріжжя» з 2001 року. Акумулятори придбали у грецької компанії «Germanos S.A.» ще 2003 року, але сім років не було коштів на їх встановлення. За графіком, ремонт мав закінчитися ще 2004 року. Але з того часу фінансування не проводили зовсім, тож акумуляторну батарею вимушені були тримати на березі.
У ході ремонту проведено роботи із заміни ділянок обшивки корпусу, ремонт донно-забортної арматури, торпедних апаратів, гвинто-стернового комплексу, сальників дейдвуда, монтаж носового шпиля, очищення й фарбування корпусу й цистерн головного баласту. Одночасно з ремонтуванням на судні проводили бойові навчання.
На підводного човна були встановлені акумуляторні батареї та розпочаті швартові випробування. Станом на 18 лютого 2010 року субмарина була готова на 92 %.
У грудні 2010 року підводний човен був готовий вийти в море.
З 15 по 31 грудня 2010 року підводний човен проходив швартові випробування. На першому етапі випробувань було перевірено роботу головної енергетичної установки корабля, а також систем її обслуговування й механізмів, частину загальнокораблевих систем, відремонтовано і змонтовано гідроакустичні станції, техніку зв'язку.
Згідно до наказу Міністра оборони України Михайла Єжеля, ходові випробування підводного човна «Запоріжжя» ВМС ЗС України було передбачено провести до 31 травня 2011 року.
20 березня 2012 року підводний човен вперше за останні декілька років покинув судноремонтний завод.
25 квітня 2012 року, завершивши швартові випробування, підводний човен «Запоріжжя» залишив заводську причальну стінку, де він перебував у ремонті, і в надводному положенні вийшов із Севастопольської бухти в Чорне море. Починаючи з 1993 року це був перший вихід човна з використанням власної силової установки.
Протягом ІІ півріччя 2012 року було заплановано завершити ходові випробування та ввести підводний човен «Запоріжжя» в бойовий склад ВМС ЗС України.
18 липня 2012 року підводний човен «Запоріжжя» під час ходових випробувань успішно здійснив пробне занурення. Перед цим човен занурювався 18 років тому
12 травня 2013 року «Запоріжжя» разом з російським підводним човном Б-871 «Алроса» був присутній на святкуванні 230-річчя Чорноморського флоту в Севастополі.
26 червня 2013 року завершено роботи з багаторічного ремонту підводного човна.
|                                                        | Всі укладені на ремонт підводного човна контракти виконані. Успішно проведені ходові випробування. Екіпаж зможе приступити до виконання завдань. |
| — Командувач українськими ВМС, віце-адмірал Юрій Ільїн | |

З липня 2014 року підводний човен перебував на тимчасовій стоянці в Стрілецькій бухті Севастополя. «Запоріжжя» явно не планували повертати ВМС ЗС України і воно залишиться Росії.
Росія хоче утилізувати захоплений у 2014 році підводний човен «Запоріжжя» (U-001) проєкту 641 ВМС ЗС України. Відповідне рішення оголосило Міністерство оборони Росії на тендері по утилізації ряду кораблів. У самому тендері вказується про намір ліквідувати підводний човен проєкту 641 без вказання якого саме човна, проте відомо, що в розпорядженні Росії є тільки один підводний човен цього проєкту — захоплена у 2014 році субмарина «Запоріжжя» (U-001).
У березні 2020 року підводний човен «Запоріжжя» перебазували до бухти Інженерна до раніше переміщених у Севастополі кораблів: нафтозбирального судна МУС-482, гідрографічного катера «Сквира» (U635), протидиверсійного катера «Феодосія» (U240), середнього розвідувального корабля «Славутич» проєкту 12884 та великого десантного корабля «Костянтин Ольшанський» проєкту 775.
В жовтні 2024 року, згідно повідомлення видання USM, російські окупанти запланували виставити підводний човен «Запоріжжя» як експонат в одному з музеїв на території тимчасово окупованого Криму. «Музеєфікацію» човна планують здійснити до завершення 2025 року.

## Екіпаж
Командиром корабля є капітан 2-го рангу Роберт Шагеєв. Відповідно до досягнутих домовленостей влітку 2010 року між міністрами оборони України та Російської Федерації, у російських навчаннях восени 2010 р. брали участь четверо українських офіцерів-підводників. Вони стажувалися на посадах вахтових офіцерів і командирів бойових частин на борту єдиного боєздатного підводного човна Чорноморського флоту Російської Федерації Б-871 «Алроса».

## Командири підводного човна
ВМФ СРСР

Нарукавна нашивка екіпажу підводного човна

- Косенко Володимир Миколайович (16 жовтня 1970 — 21 травня 1976)
- Потешкін Станіслав Олексійович
- Маначинський Михайло Якович (до листопада 1979)
- Пучнін Володимир Васильович (6 січня 1980 — вересень 1983)
- Семенов Володимир Олександрович (вересень 1983 — жовтень 1984)
- Кулик Олег Михайлович (жовтень 1984 — жовтень 1985)
- Прохоров Юрій Васильович (жовтень 1985 — вересень 1986)
- Федоров Валерій Миколайович (29 вересня 1986 — 11 березня 1992)
- Табачний Сергій Георгійович (11 березня 1992 — 14 серпня 1993)
- Єгоров Андрій Юрійович (14 серпня 1993 — 26 грудня 1996)
- Дмитрієв Ігор Германович (26 грудня 1996 — 11 липня 1997)

ВМС України
- Джемела Іван Іванович (11 липня 1997 — 1 лютого 2000)
- Орлов Олег Анатолійович (1 червня 2000 — 14 грудня 2010)
- Клочан Денис Васильович (14 грудня 2010 — 12 жовтня 2011)
- Шагєєв Роберт Мансурович (12 жовтня 2011 — дотепер)